# Symphyochlamys erlangeri
Symphyochlamys erlangeri là một loài thực vật thuộc chi thực vật đơn loài Symphyochlamys, họ Malvaceae. Đây là loài đặc hữu của Somalia.